# 1. Würzburger FV 04
1. Würzburger FV 04 was een Duitse voetbalvereniging uit Würzburg, deelstaat Beieren. 

## Geschiedenis
De club werd in 1904 opgericht als 1. Würzburg FV 04 (ook wel kort als FV 04 Würzburg). De club speelde in 1921/22 voor het eerst op het hoogste niveau in de Beierse competitie, een onderdeel van de Zuid-Duitse voetbalbond. De Noord-Beierse competitie werd uitgebreid naar twee reeksen. De club werd vijfde op acht clubs, maar omdat na dit seizoen de competitie van twee reeksen naar één reeks herleid werd degradeerde de club. In 1927 slaagde de club er opnieuw in te promoveren en werd nu vierde. De volgende jaren eindigde de club in de middenmoot. 
In 1933 kwam de NSDAP aan de macht in Duitsland en werd de competitie over het hele land geherstructureerd. De Zuid-Duitse bond en zijn competities verdwenen en de Gauliga werd de nieuwe hoogste klasse. Voor de Beierse clubs was dit een minder ingrijpende verandering als in andere landsdelen. De twee reeksen werden samengevoegd. Würzburg eindigde zevende, en plaatste zich eigenlijk niet voor de Gauliga Bayern, maar kreeg de voorkeur op VfR Fürth, dat zesde geëindigd was omdat de stad Fürth met SpVgg Fürth al een club in de Gauliga had. In de Gauliga werd de club voorlaatste en degradeerde meteen. De club kon niet meer terugkeren tot het in 1943/44 samen met stadsrivaal Würzburger Kickers een oorlogsfusie aanging.
Na de oorlog speelde de club een tijd in de Amateurliga. In 1976 promoveerde de club naar de 2. Bundesliga, waar de Kickers een jaar later ook in slaagden en speelden er vier seizoenen op rij. In 1980 degradeerde de club en een jaar later ging de club al failliet. 
Würzburger FV werd als opvolger opgericht. 